# Magic Forest
Magic Forest è il sesto album in studio del gruppo symphonic metal finlandese Amberian Dawn, pubblicato nel 2014.

## Tracce
1. Cherish My Memory – 4:20
2. Dance of Life – 3:12
3. Magic Forest – 4:40
4. Agonizing Night – 3:51
5. Warning – 3:21
6. Sons of the Rainbow – 3:29
7. I'm Still Here – 3:52
8. Memorial – 3:48
9. Endless Night – 3:42
10. Green-Eyed – 4:29

## Formazione

### Gruppo
- Päivi "Capri" Virkkunen – voce
- Tuomas Seppälä – tastiere, chitarra
- Joonas Pykälä-Aho – batteria
- Emil "Emppu" Pohjalainen – chitarre
- Kimmo Korhonen – chitarre

### Altri musicisti
- Jukka Hoffren – basso
- Jens Johansson – tastiere (2)
- Markus Nieminen – voce (8)